# Colônia do Gurguéia
Colônia do Gurguéia este un oraș în Piauí (PI), Brazilia.